# Thibaudia herrerae
Thibaudia herrerae är en ljungväxtart som beskrevs av A. C. Smith. Thibaudia herrerae ingår i släktet Thibaudia och familjen ljungväxter. Inga underarter finns listade i Catalogue of Life.